# Agardhiella biarmata
Agardhiella biarmata is een slakkensoort uit de familie van de Argnidae. De wetenschappelijke naam van de soort is voor het eerst geldig gepubliceerd in 1880 door O. Boettger.